# Anthus rubescens
El bisbita norteamericano (Anthus rubescens), también conocido como bisbita de agua, es una especie de ave paseriforme de la familia Motacillidae. Su área de distribución incluye Asia, América del Norte y América Central. No tiene subespecies reconocidas.